# 撒哈拉 (2005年電影)
《撒哈拉》（英語：Sahara）是一部2005年4月6日在美国上映的动作冒险片。该片改编自美国小说家克莱夫·卡斯勒1992年出版的的作品《撒哈拉》。

## 剧情
影片开始源于美国维吉尼亚州的德州号船舶，在1866年神秘失踪于非洲大陆的马利境内。美国国家水底搜索公司的总裁吉姆·桑达克正在非洲打捞722年前的巴廷王石棺，他的下属探险家德克·皮特偶然获得了一枚金币，来自于德州号船舶。于是他决计前往马利寻找该船舶。
世界卫生组织派遣医生伊娃·罗杰斯和法兰克·霍普前往马利调查那里出现大规模的传染病死亡情况。她刚到那儿，就被刺客暗杀，幸亏探险家德克·皮特救了她。
传染病来自美国商人尤夫斯·马沙德和马修的军事独裁者卡吉姆合作的太阳能工厂，用于销毁废弃物，污染了地下水。当他们得知世界卫生组织在调查死因时，独裁者卡吉姆派军队杀害了医生法兰克·霍普，而伊娃再次被德克·皮特和他的搭档艾尔·吉奥迪诺救得。
三人悄悄地潜伏入运送废弃物的火车，进了尤夫斯·马沙德的工厂，但是被活捉了。一对士兵奉命处死德克和艾尔，两人被锁在吉普车上，但是德克的金币撬开了车上的螺丝，两人顺利逃脱了，并且依靠一架破烂的飞机滑行到了镇上。德克打电话给自己的总裁吉姆·桑达克，请他支援，吉姆于是找到美国国务院的工作人员，请他在国会上讨论研究此事，但是国会反映很冷淡。吉姆说他们只能靠自己的力量去拯救处于传染病中的人群了。
德克和艾尔于是请求当地的特瓦瑞格人帮忙拯救他们自己和世界，特瓦瑞格人的首领莫迪波同意支援，但是只有他一个人。而艾尔在莫迪波的村庄一个石洞内发现了失踪的德州号的地图被画在石洞内的墙壁上，三人欣喜若狂。他们三人乔装成独裁者卡吉姆来到工厂，准备营救被抓的伊娃，此时，伊娃被尤夫斯·马沙德带到了楼顶的直升机旁，准备起飞逃命，而工厂被他装在了炸药准备炸毁，艾尔前去解除炸药，而德克则前去营救伊娃，尤夫斯·马沙德扔下伊娃匆匆逃回了美国。
正当三人打算和吉姆·桑达克会合时，独裁者卡吉姆开着直昇機带着军队追到了他们，他们驾着小车匆匆逃命，一路上用从工厂带出来的炸药在沙地上爆炸制造烟雾，挡住卡吉姆的视线。当一阵炸药使用过后，却把埋藏在沙子裡的德州号炸了出来，他们扔掉汽车，躲藏到德州号內，卡吉姆开着直昇機不定地射击。他们三人找到一百多年前的炸药和炮筒，打开舱门，一弹射中了卡吉姆的直昇機。直昇機迅速爆炸，卡吉姆机毁人亡。

## 演员
| 演员            | 角色          | 备注                             |
| 马修·麦康纳     | 德克·皮特     | 探险家，美国国家水底搜索公司一员 |
| 史提夫·扎恩     | 艾尔·吉奥迪诺 | 探险家，美国国家水底搜索公司一员 |
| 佩内洛普·克鲁兹 | 伊娃·罗杰斯   | 世界卫生组织的医生               |
| 连尼·詹姆斯     | 卡吉姆        | 马里的军事独裁者                 |
| 兰伯特·威尔森   | 尤夫斯·马沙德 | 美国商人                         |
| 威廉姆·梅西     | 吉姆·桑达克   | 美国国家水底搜索公司的总裁       |

## 票房
该片在美国播出后的第一个周末，获得了1800万美元的票房，被认为是好莱坞历史上一个巨大的金融失败。虽然有1.22亿美元的总票房销售，但是成本1.6亿美元和和票房支出8110万美元，使得电影的总票房扣除所有成本费用几乎无法盈利。